# Яковлев, Степан Иванович
Степан Иванович Яковлев (1870—1912) — российский актёр и театральный педагог.

## Биография
Родился 17 (29) июня 1870 года в Санкт-Петербурге в семье купца 1-й гильдии.
Воспитывался в приюте принца П. Г. Ольденбургского, где проявилось его стремление к театру: он участвовал в домашних спектаклях и имел успех в роли Подколесина в гоголевской «Женитьбе». По окончании приюта он поступил на драматические курсы при театральном училище, где занимался у В. Н. Давыдова, который и пригласил его в 1891 году в свою артистическую поездку по югу и центру России. После курсов выступал в Александринском театре. Играл роли Бальзаминова (в трилогии о Бальзаминове, 1895–1896), Елесю («Не было ни гроша, да вдруг алтын», 1906), Дормидонта («Поздняя любовь», 1909). 
Затем он выступал в театре К. Н. Незлобина в Вильне, в театре Литературно-художественного общества в Санкт-Петербурге у А. С. Суворина (сезон 1897—1898 гг.); с 1898 по 1903 год выступал в Малом театре. С успехом имитировал комизм своего учителя В. Н. Давыдова.
С 1906 по 1909 С. И. Яковлев преподавал на Драматических курсах, вместе с А. П. Петровским и А. А. Саниным основал частные театральные курсы.
Умер 16 (29) мая 1912 года. Как отмечали некрологи:

…дарование выделяло покойного из среды сотоварищей по сцене, как превосходного исполнителя комических и характерных ролей, а также ролей простаков. Его вдумчивая игра, его замечательная передача психологических особенностей, присущих комическим натурам, его всегдашнее серьёзное отношение к обрисовке изображаемых характеров, — всё это заставляло предполагать, что покойный вскоре займёт подобающее своему таланту место среди первых персонажей казённой труппы. Однако смерть унесла его в могилу в расцвете дарования на 42 году его жизни.

## Роли в театре
- «Собака садовника» («Собака на сене») — Фурио (1893—1895)
- «За чем пойдешь, то и найдешь» («Женитьба Бальзаминова») — Михайло Дмитриевич Бальзаминов (1894/1895)
- «Не было ни гроша, да вдруг алтын» А. Н. Островского — Елеся (1906)
- «Поздняя любовь» — Дормидонт (1909)
- «В чужом пиру похмелье» — Капитон Титыч
- «Жизнь Илимова» — Добронравов
- «Лакейская» — Григорий
- «Василиса Мелентьева» — Малюта Скуратов
- «Старый закал» — Брауншваге
- «Потонувший колокол» Гауптмана — водяной
- «Вишнёвый сад» А. П. Чехова — Лопахин
- «Свадьба Кречинского» — Муромский
- «Три сестры» А. П. Чехова — Кулыгин
- «На всякого мудреца довольно простоты» А. Н. Островского
- «Великая грешница» В. А. Тихонова
- «Женитьба Белугина» — Андрей Белугин
- «Идиот» — Лебедев
- «Свои люди — сочтемся!» — Подхалюзин
- «Горе от ума» — Фамусов
- «Ревизор» — Осип, Абдулин, Добчинский, Ляпкин-Тяпкин
- «Соломенная шляпка» — Нонанкур
- «Виндзорские проказницы» — Форд
- «Предложение» — Чубуков
- «Смерть Иоанна Грозного» — Битяговский
- «Тартюф» — Оргон
- «Волки и овцы» — Лыняев
- «Правда — хорошо, а счастье лучше» — Глеб Меркулыч
- «Светит, да не греет» — Семен Семенович Залешин